# Джамманко, Габриэлла
Габриэлла Джамманко (итал. Gabriella Giammanco, родилась 13 июня 1977 года в Палермо) — итальянский политик, депутат Палаты депутатов Италии от партии «Вперёд, Италия».

## Биография
Получила образование в сфере коммуникаций в 2003 году, став профессиональной журналисткой. Работала на телевидении Палермо ведущей передачи «Opinion leader» и редактором телеканала TG4, в том числе и в передаче «Sipario».
Габриэлла Джамманко была избрана в Палату депутатов 29 апреля 2008 года по итогам парламентских выборов от округа Сицилия 1 по списку партии «Народ свободы». Она заседала в VII комиссии (по культуре, науке и образованию) и в XI комиссии (по государственному и частному труду). В мае 2008 года она вместе с Нунцией Де Джироламо оказалась в центре внимания журналистов, поскольку обе женщины обменивались на заседании Палаты депутатов записками с Сильвио Берлускони. С 2008 года Джамманко — вице-президент фонда «Италия — США».
В июне 2011 года кандидат на пост мэра Багерии Бартоло ди Сальво, поддерживаемый партиями «Народ свободы» и «Народ Италии завтра», объявил о том, что Джамманко станет его помощницей в Совете в случае победы, но проиграл на выборах кандидату от партии «Будущее и свобода для Италии» и «Союза центра» Винченцо Ло Мео. В 2012 году Джамманко на муниципальных выборах в Палермо отказалась войти в штаб Массимо Косты, баллотировавшегося от «Народа свободы».
5 марта 2013 года Джамманко была переизбрана на очередных выборах от округа Сицилия 1 от той же партии «Народ свободы», войдя в правоцентристскую коалицию Сильвио Берлускони 19 марта. С 16 ноября 2013 года состоит в партии «Вперёд, Италия», образовавшейся после распада «Народа свободы». С 21 июля 2015 года работает секретарём X комиссии (по производственной деятельности, торговле и туризму).
Одной из близких подруг Габриэллы является Мариярозария Росси. Пресса также приписывала Джамманко роман с Сильвио Берлускони.